# لسان متشعب

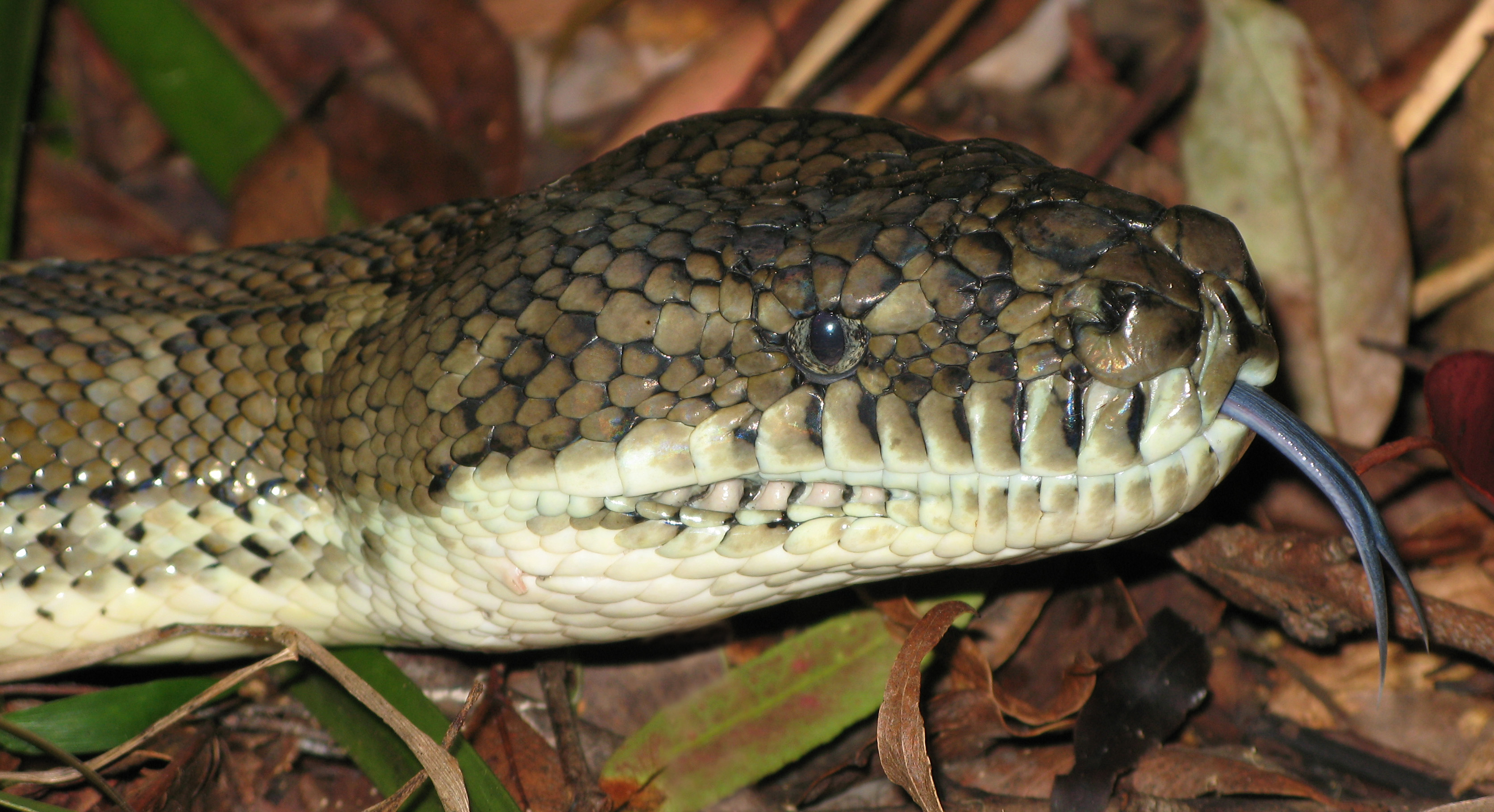
لسان متشعب لثعبان (Morelia spilota mcdowelli)

اللسان المتشعب (بالإنجليزية: Forked tongue)‏ هو لسان مقسم إلى شقين مميزين عند الطرف؛ وهي سمة مشتركة للعديد من أنواع الزواحف. تشم الزواحف من طرف لسانها، ويسمح لها اللسان المتشعب بالتحسس من أي اتجاه تأتي الرائحة.[بحاجة لمصدر] يُطلق على الاستشعار من كلا جانبي الرأس والمسارات التالية بناءً على إشارات كيميائية اسم التروبوتاكسيس. من غير الواضح ما إذا كانت الزواحف متشعبة اللسان يمكنها بالفعل اتباع المسارات أو ما إذا كانت هذه مجرد فرضية.
تطورت الألسنة المتشعبة في هذه الزواحف الحرشفية (السحالي والثعابين) لأغراض مختلفة. تتمثل ميزة وجود لسان متشعب في توفر مساحة أكبر لتلامس المواد الكيميائية وإمكانية حدوث الانجذاب التروبوتي. يتم إخراج اللسان من الفم بانتظام لأخذ عينات من البيئة الكيميائية. يسمح هذا الشكل من أشكال أخذ العينات الكيميائية لهذه الحيوانات بإحساس المواد الكيميائية غير المتطايرة، والتي لا يمكن اكتشافها ببساطة عن طريق استخدام نظام حاسة الشم. هذه القدرة المتزايدة على الإحساس بالمواد الكيميائية سمحت بقدرات متزايدة على تحديد الفريسة، والتعرف على الأقارب، واختيار الزملاء، وتحديد مكان الملاجئ، وتتبع المسارات، والمزيد.
تطورت الألسنة المتشعبة عدة مرات في الحرشفيات. من غير الواضح، بناءً على الأدلة المورفولوجية والوراثية، حيث تكون نقاط التغيير الدقيقة من لسان محزز إلى لسان متشعب، لكن يُعتقد أن التغيير حدث مرتين إلى أربع مرات. من الخصائص السلوكية الشائعة التي تطورت لدى تلك التي لديها ألسنة متشعبة أنها تميل إلى أن تكون باحثة عن الطعام على نطاق واسع.
الطيور الطنانة لها ألسنة تنقسم عند الحافة. وفصيلة الجلاجو (bushbabies) لها لسان ثانوي، تستخدم في الاستمالة، مخفية تحت أولها.

## الاستخدام كمصطلح ثقافي للأمم الأولى
عبارة "يتكلم بلسان متشعب" (speaks with a forked tongue) تعني أن تقول شيئًا ما عن عمد وتعني شيئًا آخر،أو أن تكون منافقًا، أو تتصرف بطريقة ازدواجية.. في التقليد القديم للعديد من القبائل الأمريكية الأصلية، فإن "التحدث بلسان متشعب" يعني الكذب، وأن الشخص لم يعد يستحق الثقة، بمجرد أن يتبين أنه "يتحدث بلسان متشعب".[بحاجة لمصدر] تم تبني هذه العبارة أيضًا من قبل الأمريكيين في وقت قريب من الثورة، ويمكن العثور عليها في مراجع وفيرة من أوائل القرن التاسع عشر - غالبًا ما تتحدث عن الضباط الأمريكيين الذين سعوا لإقناع زعماء القبائل الذين تفاوضوا معهم بأنهم "تحدث بصراحة وليس بلسان متشعب". وفقًا لإحدى الروايات لعام 1859، فإن المثل الأصلي القائل بأن "الرجل الأبيض يتحدث بلسان متشعب" نشأ نتيجة للتكتيك الفرنسي في تسعينيات القرن التاسع عشر، في حربهم مع الإيراكواي، بدعوة أعدائهم لحضور مؤتمر سلام، فقط ليتم قتلهم أو أسرهم.

## الاستخدام الأدبي
هناك مظاهر لعبارة "لسان متشعب" في الأدب الإنجليزي، إما في إشارة إلى ألسنة الثعابين الفعلية، أو كاستعارة عن عدم الصدق، مثل خطبة لانسلوت أندروز، الذي توفي عام 1626.
تظهر العبارة أيضًا في الفردوس المفقود للكاتب جون ميلتون.